# Cihat Çelik
Cihat Çelik (Den Haag, 2 januari 1996) is een Nederlands-Turks voetballer die doorgaans als aanvaller speelt.

## Clubcarrière

### N.E.C.
Hij doorliep de Voetbal Academie N.E.C./FC Oss en debuteerde op 3 augustus 2013 voor N.E.C. als basisspeler in de met 1-4 verloren thuiswedstrijd tegen FC Groningen. Hij werd in de rust vervangen door Alireza Jahanbakhsh. Çelik heeft een contract tot medio 2015. Hij komt ook uit voor Nederlandse jeugdselecties. Op 3 april 2015 werd hij met N.E.C. kampioen van de Eerste divisie door een 1-0 overwinning op Sparta Rotterdam. Ook in zijn derde seizoen bij N.E.C. bleef een doorbraak achterwege.

### TOP Oss
In het seizoen 2016/17 speelde Çelik voor FC Oss en kwam tot 31 wedstrijden waarin hij driemaal scoorde. In mei 2017 lichtte Oss de optie om zijn contract met een jaar te verlengen. 

### Gaziantep
In juli van dat jaar Çelik maakte de overstap naar het Turkse Gazişehir Gaziantep dat uitkomt in de TFF 1. Lig. In januari 2018 werd hij voor een half jaar verhuurd aan het Bosnische Čelik Zenica dat uitkomt in de Premijer Liga. Ook in het seizoen 2018/19 kwam hij bij Gazişehir Gaziantep niet veel aan bod. In juli 2019 keerde hij terug bij TOP Oss.  

### Terug in Turkije
In oktober 2020 ging hij naar Istanbulspor. Daar kwam hij niet veel aan bod en in januari 2021 vervolgde hij zijn loopbaan bij Akhisar Belediyespor. Medio 2022 ging hij naar Kocaelispor.

## Statistieken
| Seizoen         | Club            | Competitie      | Competitie | Competitie | Beker | Beker | Totaal | Totaal |
| Seizoen         | Club            | Competitie      | Wed.       | Dlp.       | Wed.  | Dlp.  | Wed.   | Dlp.   |
| --------------- | --------------- | --------------- | ---------- | ---------- | ----- | ----- | ------ | ------ |
| 2013/14         | N.E.C.          | Eredivisie      | 1          | 0          | 0     | 0     | 1      | 0      |
| 2014/15         | N.E.C.          | Eerste divisie  | 15         | 0          | 1     | 0     | 16     | 0      |
| 2015/16         | N.E.C.          | Eredivisie      | 4          | 0          | 2     | 0     | 6      | 0      |
| 2016/17         | FC Oss          | Eerste divisie  | 31         | 3          | 0     | 0     | 31     | 3      |
| 2017/18         | Gaziantep       | 1. Lig          | 1          | 0          | 2     | 0     | 3      | 0      |
| 2017/18         | → Čelik Zenica  | Premijer Liga   | 11         | 0          | 0     | 0     | 11     | 0      |
| 2018/19         | Gaziantep       | 1. Lig          | 4          | 0          | 1     | 0     | 5      | 0      |
| 2019/20         | TOP Oss         | Eerste divisie  | 23         | 1          | 3     | 0     | 26     | 1      |
| 2020/21         | Istanbulspor    | 1. Lig          | 2          | 0          | 2     | 0     | 4      | 0      |
| 2020/21         | Akhisarspor     | 1. Lig          | 17         | 1          | 0     | 0     | 17     | 1      |
| 2021/22         | Akhisarspor     | 2. Lig          | 33         | 8          | 2     | 3     | 35     | 11     |
| 2022/23         | Kocaelispor     | 2. Lig          | 33         | 2          | 1     | 0     | 34     | 2      |
| 2023/24         | Kocaelispor     | 1. Lig          | 26         | 3          | 0     | 0     | 26     | 3      |
| Carrière totaal | Carrière totaal | Carrière totaal | 201        | 18         | 14    | 3     | 215    | 22     |

Bijgewerkt t/m 29 maart 2024

## Erelijst
N.E.C.
- Kampioen Eerste divisie

2014/15